# Michel Rocolle
Pour les articles homonymes, voir Rocolle.
Michel Rocolle, né le 11 décembre 1935 à Gap (Hautes-Alpes) et mort le 4 janvier 2010 à La Mulatière (Rhône), est un colonel de l’armée française engagé dans la vie sportive associative.

## Biographie
Michel, Henri, Jean-Marie Rocolle est le fils du colonel Pierre Rocolle, historien militaire notoire.  Sa carrière militaire ponctuée de séjours à l'étranger conditionne son parcours de dirigeant sportif à tous les niveaux associatifs : départemental, régional, national et international. Michel Rocolle impulse et coordonne nombre d'actions humanitaires en direction des populations en difficulté, notamment à Madagascar et au Sri Lanka.

Il meurt le 4 janvier 2010 à La Mulatière.

## Carrière militaire
Après une formation d'ingénieur à l'École spéciale militaire de Saint-Cyr Michel Rocolle opte pour l'arme blindée et cavalerie (ABC). Ce choix l'amène à différentes fonctions et responsabilités :
- école d'état-major et école supérieure de guerre ;
- instructeur détaché dans l’armée de terre de l’Inde pendant 6 mois et au bureau instruction de l’école de formation des officiers marocains de 1969 à 1972 ;
- divers séjours en État-major et centre d’études ;
- divers commandements dont celui du 4e régiment de hussards à Besançon de 1982 à 1988 ;
- attaché de défense à Riyad auprès de l’ambassade de France en Arabie saoudite de 1989 à 1996.

Sportif accompli il participe à plusieurs championnats internationaux militaires en athlétisme et course d’orientation.

## Engagements associatifs

### Locaux et territoriaux
Michel Rocolle est licencié sportif au sein de divers clubs où il pratique le football, le rugby, la natation, l'athlétisme et le pentathlon moderne dès 1945. Secrétaire de la Patriote Entrain Saint Denis de Lyon depuis septembre 1996 il accède à la présidence le 1er décembre 2000 jusqu'au 15 décembre 2003.
Membre du conseil du comité départemental du Rhône FSCF dès 1993, il préside la ligue du Lyonnais de cette même fédération de 2000 à 2009.

### Nationaux
Membre de la commission fédérale de natation de la FSCF de 1976 à 1992 il coordonne également les grands événements fédéraux (journée olympique, pèlerinage à Saint-Jacques-de-Compostelle et festivités du 90e anniversaire en 1988). En 1992 il accède à la vice-présidence du comité directeur où il est chargé des distinctions fédérales et nationales et des activités sportives jusqu’en 2004. À partir de 2004 il devient chargé des relations internationales.

### Internationaux
Membre de la commission sportive de la Fédération internationale catholique d'éducation physique et sportive (FICEP) de 1992 à 2002 il est ensuite promu secrétaire général adjoint, trésorier du comité directeur et délégué auprès de la fédération malgache.

## Distinctions et notoriété
Michel Rocolle est :
- officier de la Légion d’honneur  le 3 juillet 1992[7] ;
- commandeur de l’ordre national du Mérite  le 15 mai 2009[8] ;
- titulaire de la médaille d’or de la jeunesse et des sports en 1989[9] ;
- en 2008, chevalier du Mérite de la République malgache[10] ;
- titulaire de différentes autres décorations commémoratives ou étrangères.

La commission nationale de natation FSCF a créé un trophée au nom de Michel Rocolle.